# Tabinas Jefferson
Tabinas Jefferson (sinh ngày 7 tháng 8 năm 1998) là một cầu thủ bóng đá người Nhật Bản.

## Sự nghiệp câu lạc bộ
Tabinas Jefferson đã từng chơi cho Kawasaki Frontale.